# Черлёна (Мостовский район)
Черлёна (бел. Чарлёна) — деревня в Мостовском районе Гродненской области Республики Беларусь. В составе Дубненского сельсовета.
Известно с XVI века как владение Масальских, затем Сапегов. От Сапегов перешло к Друцким-Любецким.

## География

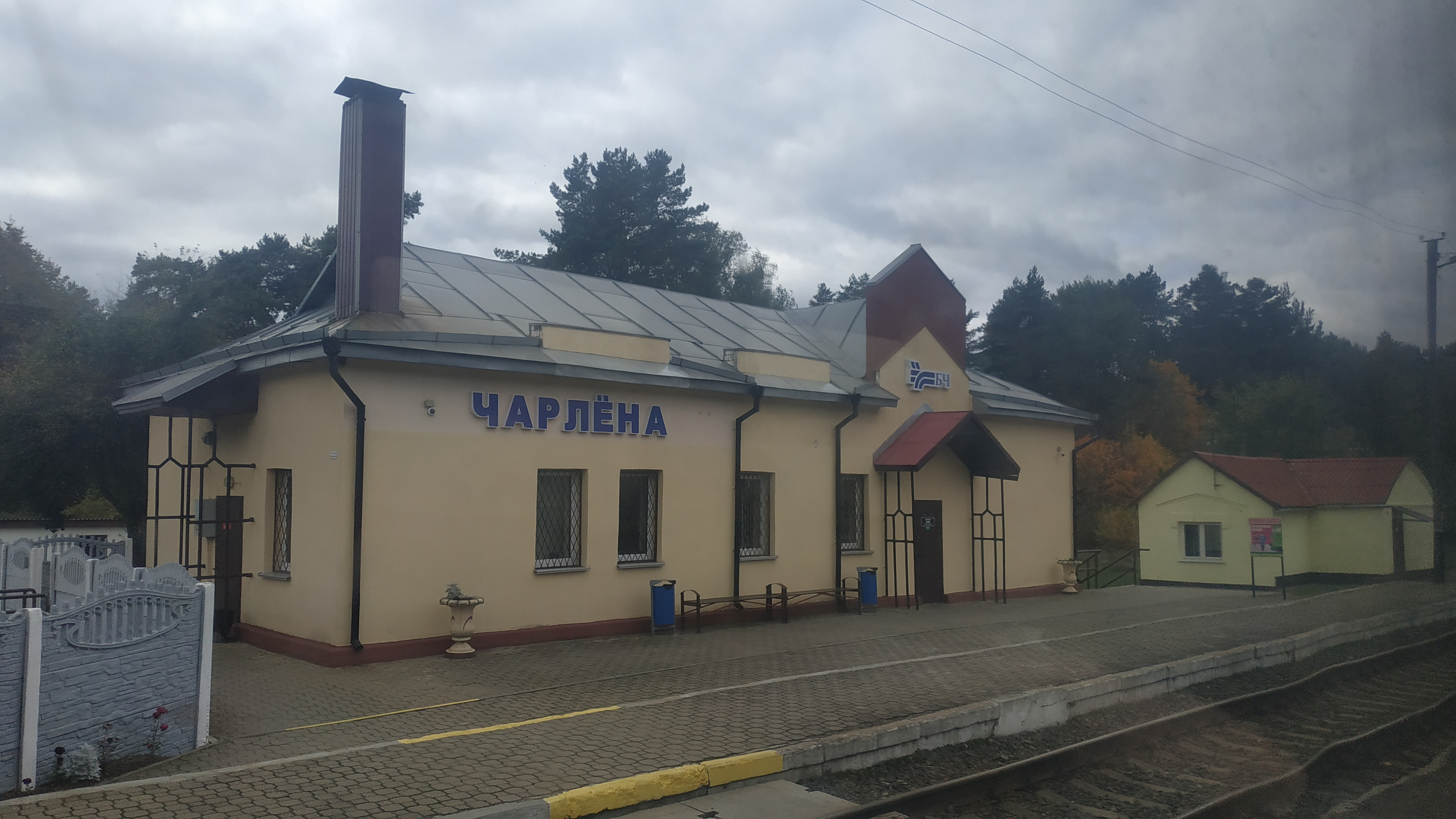
Железнодорожная станция Черлёна

В 22 км от города Мосты, в 2 км на юго-восток от деревни расположена железнодорожная станция Черлёна на линии Мосты — Гродно.
Рядом пролегает автомобильная дорога Р-41.
Ближайшие населённые пункты Плодовая, Хартица и др.

### Гидрография
Река Черлёна, от которой произошло название деревни. Недалеко протекает река Неман.

## История
В 1503—1513 годах владелец «двора» Дубно, князь Константин Крошинский, присоединением соседних пустовщин и крестьянских земель расширил свои дубенские владения вдоль Немана в северо-западном направлении, в сторону Лунной и Свислочи, и на новых просторах заложил «двор» Лунно или Лунно—Черлёна на реке Лунной.
В 1513 году, 8 июля князь Константин выдал дочь Анну замуж за хозяйского дворянина Януша Сапегу, а приданное за неё дал новопостроенный «двор» Лунно—Черлёна на Лунной с 60 службами, 40 пустовщинами и землями в Черлёне, которые охватывали оба берега Немана, перевоз на Немане возле Карповичей (Карпов перевоз), два става на Лунной и старицу Немана возле Черлёна. Князь Константин оставил себе и жене право пожизненно владеть Лунно—Черлёной вместе с зятем и дочерью, но запретил другим дочерям, будущим зетям и их потомкам, претендовать на это имение. Придание Янушу Сапеге, его жене и детям, подтвердил король Сигизмунд Старый 3 февраля 1515 года. После смерти тещи Януша, Черлёна в составе Лунненского имения выделилась из Дубенской волости в отдельную собственность его сыновей.
Наверное, Януш Сапега построил «двор» в Черлёне, который в середине XVI века назывался «старый двор Черленский». Из-за двойного названия владений трудно различить, если под именем Лунноо или Черлёна имелось в виду единственное имение Лунно—Черлёна, а если отдельные его части — Лунно и Черлёна. Окончательно Черлёна выделилась среди лунненско-черленских владений Сапег в 1540—1550-е годы, когда так начали называть только земли на правом берегу Немана, граничащие с великокняжеским двором Дубно. Земли на левом берегу Немана стали называть только Лунном. Сначала имение Черлёна состояло из несколько частей, наверное четырех, принадлежавших Глебу, Дмитрию, Степану и Михаилу Янушевичам Сапегам.
В середине XVI века в Черлёне, помимо старого «двора», были отдельные «дворы» по крайней мере Дмитрия и Михаила Янушевичей Сапегов. До 1580-х годов основные сапежинские лунненско-черленские владения собрали в своих руках Николай и Лев Михайловичи Сапеги, по разделению между ними в 1581 году Черлёну получил Николай. В 1580-1590 годах Николай создает в Черлёне свою резиденцию, финансирует на Черленском дворе православную церковь, что поднимает статус поселения. Не известно построил он свой «двор» на месте одного из предыдущих или на новом, но отныне и до 1940-х годов дворские и дворцовые постройки в Черлёне локализуются на этом месте. Николай Сапега похоронен в 1611 году в Черленской церкви, ставшей родовым некрополем.
Затем Черленское имение принадлежало сыну Николая — Фредерику Сапеге. В 1615 году в Черлёне вместе с Лавной было 60 хозяйств. В 1637 году Фридерик финансировал базилианский монастырь при Черленской церкви. Фридерик умер без наследников, наследство разделили ближайшие родственники, Черлёна досталась сестре Марианне, жене Юрия Комаровского. По Марине имение наследием перешло ее сыну — Яну Юрьевичу Комаровскому, а по нему его дочери Гелене Констанции, жене дерптского подкоморога Константина Лукаша Шемета.
Супруги Шеметы в 1663 году продали имение Черлёна, с причитающимися ему участками в Гродно, смоленскому каштеляну Самуэлю Королю Вильчаку и его жене Катажине из Новицких. Супруги Вильчаки в 1676 году отдали в заставу земскому судье гродненскому Томашу Воловичу и его жене Констанции из Завишей за 4 тысячи злотых самую большую часть имения Черлёна — деревню Большая Черлена с огородниками, из заставного инвентаря известно, что в ней было 20 волок и 11 огородов.
Черлёна привлекала внимание черейской линии Сапег как объект родовой исторической памяти и соответственно амбиций, воевода виленский и великий гетман литовский Казимир Ян Сапега 5 мая 1685 года за 100 тысяч злотых искупил от смоленского каштеленича Петра Короля Вильчека и его жены Ианны из Кашубских имение Черлёна. Через два года от акта продажи 22 апреля 1687 года собственноручно Петром Королем Вильчеком написан «инвентарь» владений Черлёна. Сейчас это старейший из известных комплексных инвентарей имения Черлёна, автор описал жилые и хозяйственные здания двора, фольварков Черлёна и Хартица с одноименными деревнями, перечислил крестьянские семьи и хозяйства с обозначением волок земли, волов, лошадей и коров, а также обязанности и повинности крестьян.
В XVIII веке при потомках Казимира Иоанна Сапеги — сыне, предводителе земском литовском Александре Павле, и внуке, подканцлере литовском Михаиле Антонии — двор Черлёна стал наиболее значимой деревянной резиденцией родовых владений. Также Михал Антони купил какую-то часть имения Черлёна у волковысского подстаросты Михаила Масальского (посла на сейм 1748 года).
У Сапег в 1799 году имение Черлёна купил князь Франтишек Друцкий-Любецкий (1741—1802), с тех пор и до 1939 года Черлёна принадлежала роду Друцких-Любецких. Князь Франтишек Друцкий-Любецкий построил в имении деревянный, крытый гонтой дворец, с гербом Друцких-Любецких над крыльцом, дворцом пользовались более 100 лет.
От Франтишка Друцкого-Любецкого имение перешло к его сыну — князю Франциску Ксаверию Франтишковичу (1778-1846), а после к сыну последнего — князю Александру Ксаверьевичу Друцкому-Любецкому (1827—1898). После крестьянской реформы в Российской империи (1861) освобожденные от крепостничества крестьяне получили в собственность часть земель имения Черлёна, большая часть осталась у князей Друцких-Любецких.
После смерти князя Александра Ксаверьевича Друцкого-Любецкого имение в наследство получил его сын — князь Владислав Александрович Друцкий-Любецкий (1864—1913), супруг графини Марии Здиславовны Замойской (1868—1939). Их дочери — княжны Тереза и Янина Друцкие-Любецкие — последние обладатели Черлёна. С включением в 1939 году Западной Беларуси в состав БССР все земли, как князей, так и сельчан, национализированы.
В XIX — начале XX века село или деревня в Скидельской волости Гродненского уезда.
В 1845 году — 36 дворов, 252 жителя, здесь находились католическая каплица, приписанная к Лунненскому костёлу, и паром на Немане. В 1886 году упоминается как село, 36 дворов, 435 жителей, действовали 2 православные церкви, каплица, трактир.
В 1905 году в Дубновской волости Гродненского уезда Гродненской губернии. В 1905 году с названием Черлёна здесь были деревня (525 жителей) и имение (142 жителя).
С 12 октября 1940 года в Русиновецком, с 23 июля 1965 года в Хартицком сельсоветах.
В Великую Отечественную войну с июня 1941 года до 14 июля 1944 года оккупирована немецкими фашистами, 32 односельчанина воевали на фронте, из них 20 погибли. 13 июля 1941 года фашисты загубили 6 советских активистов, жителей деревни. В 1949 году создан колхоз «Молодая гвардия».
Согласно переписи 1970 года — 376 жителей.
На 2001 год — 57 дворов, 83 жителя, средняя школа, магазин, на 2018 год — 30 жителей.
До 13 сентября 2013 года деревня входила в состав Хартицкого сельсовета.

## Население

### Численность
- 2009 год — 52 жителей

### Динамика
- 1905 год — 270 жителей[4]
- 1999 год — 89 жителей (перепись населения)
- 2009 год — 52 жителей (перепись населения)[4]

## Достопримечательность
- Свято-Богородицкая церковь (1871)[6].
- Памятник землякам, в 1 км от деревни, на перекрестке автомобильных дорог Гродно — Мосты — Лунно. Установлен в 1968 году в честь памяти земляков, которые погибли в Великую Отечественную войну[7].
- Братская могила красноармейцев и мирных жителей[8].
- Памятный знак экипажу капитана А. С. Протасова (2006), вблизи деревни Черлена, около деревни Плодовая[9].
- Мемориальная доска лётчику А. С. Данилову (1961), на здании школы. Установлена в честь лётчика А.С. Данилова, подбитый самолет которого упал около деревни Черлёна.

## Утраченное наследие

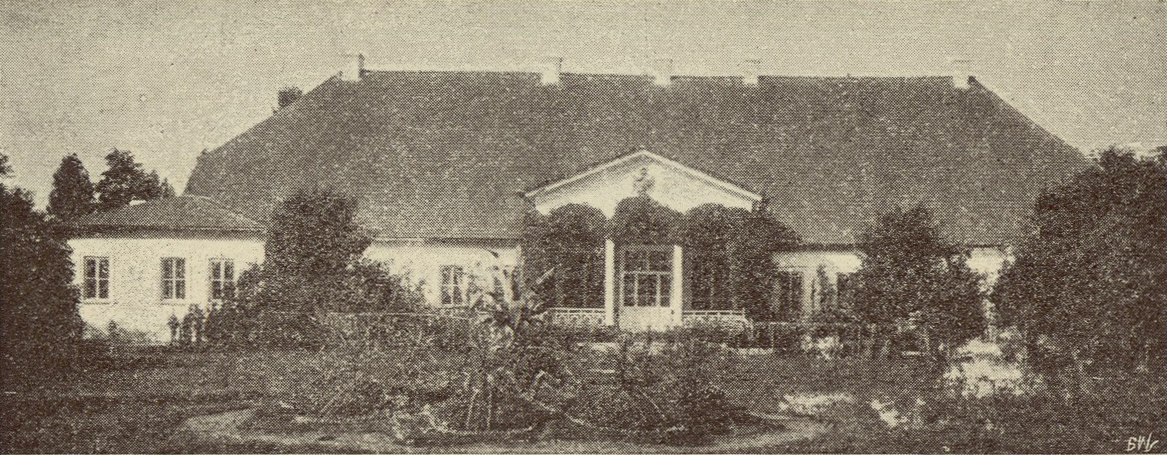
Усадьба Друцких-Любецких, 1907 год

### Дворец Друцких-Любецких
Здание дворца князей Друцких-Любецких представляло собой одноэтажный, широкий и вытянутый прямоугольный срубный объем, накрытый чрезвычайно высокой полувальмовой гонтовой крышей. По бокам выступали алькежи, крытые самостоятельными низкими четырехскатными крышами. Главный фасад в средней части выделялся крыльцом на четырех тонких деревянных колоннах, которые поддерживали щит с аркатурой. В его поле находился небольшой гербовый картуш. К тыльной стороне дома примыкала большая терраса. Анфиладную планировку дома подтверждает инвентарь 1759 года. Стены украшали зеленые атласные обои с растительным орнаментом. Декор дополняли люстры в разных позолоченных рамах, мраморные и деревянные столики, стулья, шкафы с художественной ковкой и расписной обивкой. В доме хранилась огромная коллекция родовых реликвий и произведений искусства. Одна комната служила домашней часовней. Остекленная галерея соединяла дом с соседним зданием кухни и прачечной.
Старый «итальянский» регулярный парк был обнесен высокой каменной оградой с воротами. На дворе находился круглый газон с цветочными клумбами. В парке стояли часовня, две видовые башни. Кроме этого, усадебный комплекс включал флигели, хозяйственные здания, конюшню с возовней, трехъярусную сокровищницу, накрытую гонтовой крышей, завершенным куполом.

## Известные лица
В монастыре базилян был похоронен великолитовский государственный и военный деятель Фредерик Сапега (до 1599—1650).